# 香港性產業
香港性產業是指香港的性相關產業包括性交易、情色及色情媒體、性商店、情色表演等。

## 色情光碟
在1990年代，隨著VCD機普及，家用互聯網在當年仍是起步階段，網速遠未達到順暢傳送色情電影的需求，所以色情光碟在這個年代大行其道，不過有很多都是盜版光碟，之後改以DVD作為媒介。寬頻傳輸在2000年代逐漸普及，色情光碟在2010年代走向沒落。

## 色情雜誌
在互聯網在1990年代末期普及前，色情雜誌是滿足人們對性的好奇心的主要媒體途徑之一，香港在1960年代開始出現這類雜誌，如《咖啡屋》、《老爺車》，在1980年代有更多色情書刊出現，如《龍虎豹》和《火麒麟》等等。在互聯網普及後，色情雜誌的市場重要性相對下降，香港部分色情書刊在2000年後步向停刊。

## 報紙
香港曾經出現一些專門描述色情內容的報紙，如《今夜報》。在每天出版的新聞報紙，如東方日報在其內的副刊刊登色情圖片及該報相關人員在一樓一鳳嫖妓的經驗和對妓女評價的文章，這類在主流報紙中，以性、情色、色情內容為主題的版面，又稱為風月版。